# 톨란드
톨란드(본명: 서상원, 2001년 7월 7일 ~ )는 대한민국의 리그 오브 레전드 프로게이머로 포지션은 미드라이너이다. 아이디는 TolanD이다.

## 선수 생활
2018년 6월, APK 프린스에 입단하면서 프로 커리어를 시작했다. 서머 시즌 9경기에 출전했다. 2019년 4월, 팀에서 퇴단했다.
2020년 6월, 샌드박스 게이밍의 아카데미 팀에 입단했다. 2021시즌을 앞두고 리브 샌드박스의 2군팀으로 콜업되었다. 2021시즌 종료 후 팀에서 퇴단했다.
2022시즌을 앞두고 T1의 2군팀에 입단했다. 2022 LCK 챌린저스 리그 서머 올프로팀으로 2022시즌 종료 후 팀에서 퇴단했다.

## 소속팀
| # | 팀명          | 소속 기간               | 소속 리그 | 비고 |
| - | ------------- | ----------------------- | --------- | ---- |
| 1 | APK 프린스    | 2018.06 ~ 2019.04.20    | CK        |      |
| 2 | 리브 샌드박스 | 2020.12.18 ~ 2021.11.16 | LCK       |      |
| 3 | T1            | 2021.12.06 ~ 2022.11.22 | LCK       |      |

## 수상 내역
- 2020년 대통령배 전국 아마추어 e스포츠 대회 우승
- 2021 LCK 챌린저스 리그 서머 올프로팀
- 2021년 한중일 e스포츠 대회 리그 오브 레전드 부문 우승
- 2022 LCK 챌린저스 리그 서머 올프로팀
- 2022년 한중일 e스포츠 대회 리그 오브 레전드 부문 우승